# Deutschbach (Pielach)
Der Deutschbach ist ein rechter Zufluss zur Pielach nordöstlich von Rabenstein an der Pielach in Niederösterreich.
Der Deutschbach entspringt nördlich des Geisebens (594 m ü. A.) und fließt nach Norden ab. Sein einziger nennenswerten Zubringer ist der von rechts kommende Bach von Bärentaler, der beim Hirschkogel (733 m ü. A.) entspringt. Der Deutschbach trieb früher die Luccamühle und die Deutschbachmühle an. Nordöstlich von Rabenstein fließt er von rechts in die Pielach. Sein Einzugsgebiet umfasst 7,5 km² in großteils offener Landschaft.